# ویکی چن
ویکی چن ون‌چی (چینی ساده: 陈文淇; پین‌یین: Chén Wénqí؛ زاده ی ۱۰ اوت ۲۰۰۳) که بیشتر با نام هنری ون چی (چینی: 文淇; پین‌یین: Wénqí) شناخته می‌شود، بازیگر اهل تایوان است. او نامزد جایزه بهترین بازیگر زن در سن ۱۴ سالگی برای فیلم فرشتگان سفید می‌پوشند شد.